# Théorie de Galois
En mathématiques, et plus précisément en algèbre, la théorie de Galois est l'étude des extensions de corps commutatifs, par le biais d'une correspondance avec des groupes de transformations sur ces extensions, les groupes de Galois. Cette méthode féconde, qui constitue l'exemple historique, a essaimé dans bien d'autres branches des mathématiques, avec par exemple la théorie de Galois différentielle, ou la théorie de Galois des revêtements.
Cette théorie est née de l'étude par Évariste Galois des équations algébriques. L'analyse de permutations des racines lui a permis non seulement de prouver à nouveau que l'équation générale de degré au moins cinq n'est pas résoluble par radicaux (résultat connu sous le nom de théorème d'Abel-Ruffini), mais surtout d'expliciter une condition nécessaire et suffisante de résolubilité par radicaux.
Les applications sont très variées. Elles s'étendent de la résolution de vieilles conjectures comme la détermination des polygones constructibles à la règle et au compas démontrée par le théorème de Gauss-Wantzel à la géométrie algébrique à travers, par exemple, le théorème des zéros de Hilbert.

## Histoire

### Genèse
La théorie de Galois voit ses origines dans l'étude des équations algébriques. Elle se ramène à l'analyse des équations polynomiales. Une approche par des changements de variables et des substitutions a permis à des mathématiciens comme Al-Khwârizmî (783-850), Tartaglia (1499-1557), Cardan (1501-1576) ou Ferrari (1522-1565) de résoudre tous les cas jusqu'au degré quatre. Cette approche ne permet pas d'aller plus loin et deux siècles seront nécessaires pour apporter de nouvelles idées.

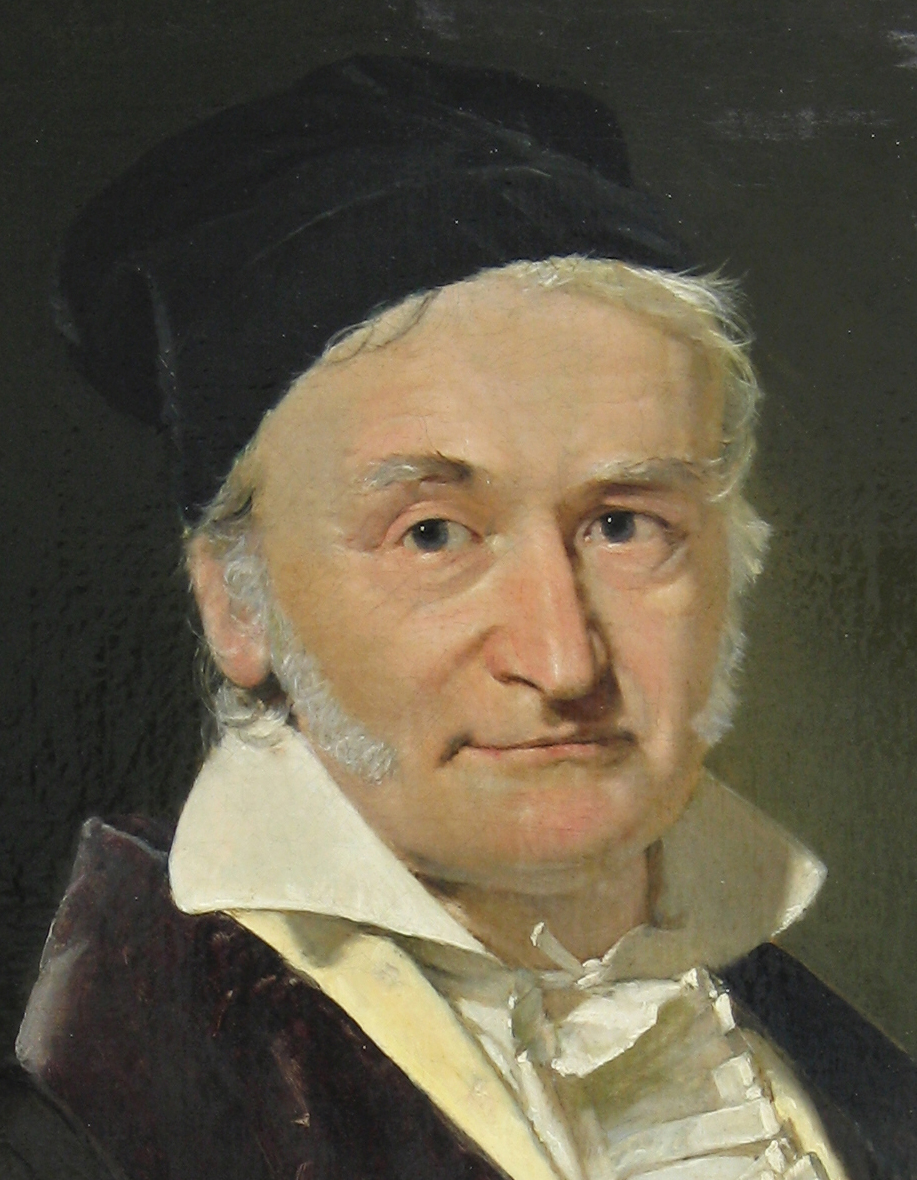
Carl Friedrich Gauss (1777-1855).

### Gauss et les polynômes cyclotomiques
Gauss utilise les polynômes cyclotomiques pour apporter une contribution à un problème ouvert depuis l'antiquité : celui de la construction à la règle et au compas de polygones réguliers. Il construit en particulier l'heptadécagone, polygone régulier à dix-sept côtés. Son approche, typiquement galoisienne bien avant la découverte de la théorie, lui vaut le surnom de « prince des mathématiciens ».
Son travail est complété par Wantzel, qui donne en 1837 une condition nécessaire et suffisante de constructibilité des polygones réguliers et démontre l'impossibilité de la trisection de l'angle et de la duplication du cube.

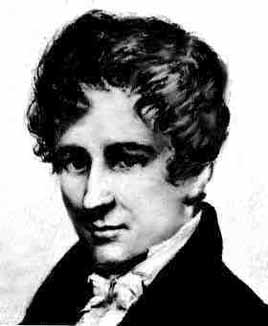
Niels Abel (1802-1829).

### Théorème d'Abel-Ruffini
Dans le cas général, l'équation quintique n'admet pas de solution par radicaux. C'est la raison pour laquelle une démarche à l'aide de substitutions et changements de variables devient stérile. Lagrange (1736-1813) et Vandermonde (1735-1796) utilisent la notion de permutation à la fin du XVIIIe siècle et pressentent l'importance de cet outil dans le cadre de l'équation polynomiale.
Ruffini (1765-1822) est le premier à prévoir l'impossibilité de la solution générale et que la compréhension du phénomène réside dans l'étude des permutations des racines. Sa démonstration reste néanmoins peu rigoureuse et partielle. Le mathématicien norvégien Abel publie une démonstration en 1824 qui finit par convaincre la communauté scientifique. Elle ne propose pas à l'époque de condition nécessaire et suffisante de résolubilité.

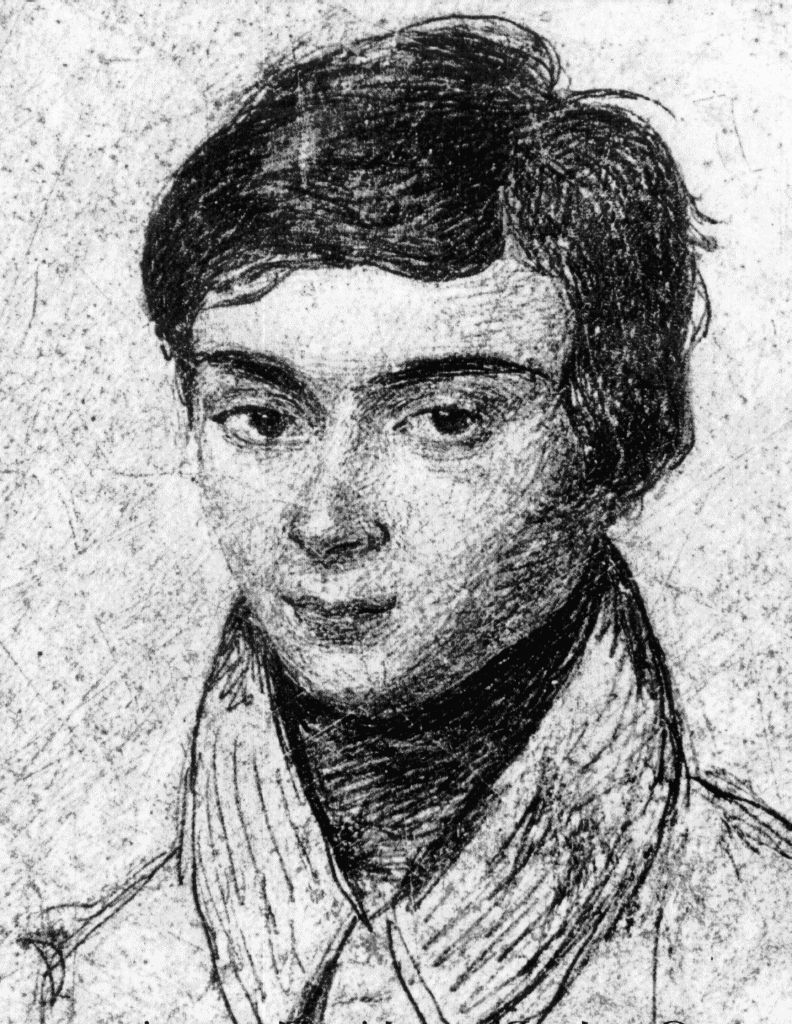
Évariste Galois (1811-1832).

### Évariste Galois
En étudiant le problème de l'équation algébrique, Galois met en évidence les premiers éléments de la théorie qui porte maintenant son nom. Ses écrits sont perdus ou tombent dans l'oubli. Un mémoire est finalement retrouvé par Liouville (1809-1882) qui le présente à l'Académie des sciences en 1843. Les travaux de Galois accèdent alors in extremis à la célébrité.
Galois met en évidence la correspondance univoque des sous-corps d'une extension finie, avec les sous-groupes d'un certain groupe de permutations qu'il associe à cette extension, appelé aujourd'hui groupe de Galois. L'étude des propriétés des extensions finies se ramène alors à l'étude de leur groupe de Galois. Armé de cet instrument profondément novateur et puissant, Galois est en mesure de donner une condition nécessaire et suffisante pour la résolution d'une équation algébrique au moyen de radicaux. Il emploie ensuite sa théorie pour établir des théorèmes particuliers sur certaines équations algébriques : par exemple, il démontre (fait énoncé sans preuve par Abel) que pour qu'une équation de degré premier soit résoluble par radicaux, il faut et il suffit que toutes ses racines soient fonctions rationnelles de deux d'entre elles. De même, il démontre que l'équation générale de degré supérieur à 4 ne peut être résolue par radicaux. Pour ces démonstrations, Galois utilise intensivement la structure de groupe, introduite par Lagrange, Cauchy, Ruffini et Abel dans la théorie des équations (comme pour ses prédécesseurs, les groupes envisagés par Galois ne sont pas des groupes abstraits, définis par un ensemble et une loi, mais des groupes de permutations). De plus, pour obtenir des indices qui varient d'une certaine manière, Galois est conduit à inventer la théorie des corps finis, et à en développer à peu près toutes les propriétés élémentaires classiques.
De la sorte, il peut faire varier les indices des variables dans des corps finis, et étudier des équations particulières qu'il nomme « primitives ».
La démarche fonctorielle de Galois, particulièrement novatrice, est à l'origine de l'algèbre moderne[source insuffisante]. Liouville en parle dans les termes suivants : « Cette méthode, vraiment digne de l'attention des géomètres, suffirait seule pour assurer à notre compatriote un rang dans le petit nombre des savants qui ont mérité le titre d'inventeur. »

### Structures algébriques
La notion de groupe est issue de la théorie des substitutions pour la résolution des équations algébriques, à laquelle ont contribué Joseph-Louis Lagrange, Alexandre-Théophile Vandermonde, Carl Friedrich Gauss, Paolo Ruffini, Niels Henrik Abel et Augustin Louis Cauchy. Ce dernier considère un « ensemble » de permutations d'un « ensemble » fini (les notions ensemblistes ne sont pas encore connues, c'est pourquoi les guillemets s'imposent), muni de la composition des applications, et dégage les propriétés de cette loi interne (élément neutre, transitivité, éléments permutables, etc.). Il publie vingt-cinq articles sur les « groupes » (dans la terminologie actuelle) dont un sur son célèbre théorème. Mais l'apport majeur est dû à Galois, lequel est le premier à dégager la notion de sous-groupe distingué et à qui revient la première idée de la notion de représentation linéaire d'un groupe. C'est également sous sa plume qu'apparaît le terme groupe d'une équation algébrique. Après la publication de ses travaux par Joseph Liouville en 1846, ceux-ci ont commencé à être compris par la communauté mathématique. Cayley parvient en 1854 à la notion d'un groupe abstrait, dont la première définition claire est donnée par Walther Dyck en 1882. En 1869, dans un article paru dans les Mathematische Annalen, puis, avec de légères modifications, dans son livre publié en 1870, Jordan diffuse largement les idées de Galois et donne une caractérisation plus maniable que celle de Galois de la notion de groupe résoluble. En 1893, Weber fait un exposé synthétique de la théorie des groupes.
D'autres structures sont mises en évidence, particulièrement en Allemagne. Indépendamment des travaux de Galois, Kummer étudie des anneaux et découvre l'ancêtre de la notion d'idéal. Kronecker et Dedekind développent les prémisses de la théorie des anneaux et des corps. Kronecker établit le pont entre les écoles française et allemande. Il donne la définition moderne de groupe de Galois à partir d'automorphismes de corps.

### Théories de Galois

Icosaèdre.

Un nouvel axe d'analyse enrichit la théorie de Galois. En 1872, Klein (1849-1925) se fixe comme objectif de classifier les différentes géométries de l'époque. Il dégage, dans son célèbre programme d'Erlangen, le principe général qu'une géométrie est définie par un espace et un groupe opérant sur cet espace, appelé groupe des isométries. Un pont est ainsi établi entre la théorie des groupes et la géométrie. Ces premiers groupes correspondent à des groupes de Lie et n'appartiennent pas directement à ceux de la théorie de Galois.
En 1884, Klein remarque que le groupe des isométries laissant invariant l'icosaèdre est isomorphe au groupe de Galois d'une équation quintique. La théorie de Galois s'étend à la géométrie algébrique. Les groupes de Galois prennent alors la forme de revêtements aussi appelés revêtement de Galois. Hilbert (1862-1943) étudie les corps de nombres quadratiques et apporte une contribution majeure à la théorie en démontrant son célèbre théorème des zéros. Ce théorème possède aussi une interprétation géométrique sur les variétés algébriques. La théorie est maintenant enrichie d'une nouvelle branche : la théorie de Galois géométrique, qui s'avère particulièrement féconde.
Les travaux de Hilbert ouvrent d'autres branches de la théorie de Galois. Le théorème des zéros permet l'étude des premiers groupes de Galois infinis. Son théorème d'irréductibilité ouvre la problématique inverse. Elle s'énonce de la manière suivante : si G est un groupe alors est-il le groupe de Galois d'une extension ?
Enfin les travaux de Picard (1856-1941) et Vessiot  (1865-1952) ouvrent une autre voie pour l'étude des groupes de Galois infinis, la théorie de Galois différentielle.

### Apports duXXesiècle
Les travaux de Hilbert ont ouvert l'étude des cas où le groupe de Galois est infini et commutatif. Ce vaste sujet prend le nom de théorie des corps de classes. Elle est maintenant achevée et est souvent considérée comme un des plus beaux succès des mathématiques du XXe siècle.
La formalisation définitive de la théorie de Galois est donnée par Artin. Son approche utilise l'algèbre linéaire, ce qui permet une exposition plus claire et concise ; d'autre part, alors que la théorie classique « montait » d'un corps à ses extensions, une des idées principales d'Artin est de « descendre » d'un corps à ses sous-corps. Les grandes structures de l'algèbre : groupes, anneaux, corps et espaces vectoriels sont utilisées. La théorie de Galois a été étendue au tournant des années 1950 par Henri Cartan, Nathan Jacobson et Jean Dieudonné au cas des corps non commutatifs. L'utilisation de bialgèbres et de l'algèbre de Hopf a permis de prolonger ces travaux dans les années 1960. La théorie de Galois inverse est le sujet de recherches actives ; le théorème de Feit-Thompson est un de ses résultats les plus classiques.
La théorie de Galois a maintenant des ramifications importantes en géométrie algébrique. Elle est la base d'une quantité majeure des grandes réalisations mathématiques du XXe siècle. L'alliance de la géométrie et de l'algèbre est presque systématiquement utilisée. On peut citer par exemple les travaux des mathématiciens Jean-Pierre Serre (Médaille Fields 1954) et Grothendieck (Médaille Fields 1966) avec une refonte de la géométrie algébrique, Faltings (Médaille Fields 1986) pour ses travaux sur les modules de Galois démontrant la conjecture de Mordell ou Laurent Lafforgue (Médaille Fields 2002) sur le programme de Langlands, une généralisation de la théorie des corps de classes.

## Exemples

### Petit théorème de Fermat
Le petit théorème de Fermat nous indique que si a est un entier quelconque et p un nombre premier alors :
Il est possible de démontrer ce théorème en remarquant que Fp, le quotient de l'anneau des nombres entiers par son idéal engendré par p, est un corps car p est premier. Le groupe (Fp*, ∙) est fini, d'ordre p – 1. Un théorème de Lagrange assure que tout élément de ce groupe à la puissance p – 1 est égal à l'unité, ce qui démontre le théorème.
Ce cas est particulièrement aisé car la structure du corps est simple. Il illustre néanmoins le fait qu'une structure de corps est un outil utile en théorie algébrique des nombres. D'autres théorèmes d'arithmétique modulaire comme la loi de réciprocité quadratique demandent une compréhension beaucoup plus profonde de la structure des corps. C'est la raison pour laquelle la démonstration ne put être trouvée malgré leurs efforts par Euler ou Lagrange et qu'il fallut attendre Gauss et ses polynômes cyclotomiques pour conclure.

Une construction du pentagone régulier à la règle et au compas.

### Duplication du cube
La duplication du cube est un problème qui consiste à construire un cube, deux fois plus grand en volume qu'un cube donné, à l'aide d'une règle et d'un compas. Cela revient donc à multiplier l'arête du cube par 3√2.
Or Wantzel a démontré que les nombres constructibles à la règle et au compas sont soit dans une extension quadratique des rationnels — c'est-à-dire une extension de ℚ de degré 2 — soit dans une extension quadratique d'un tel corps, et ainsi de suite. On parle alors de tour d'extensions quadratiques. On en déduit — cf. « Conséquences du théorème de Wantzel » — que tout nombre constructible est algébrique et que le degré de son polynôme minimal est une puissance de 2.
Puisque 3√2 a pour polynôme minimal X3 – 2, il n'est donc pas constructible, ce qui prouve l'impossibilité de la duplication du cube.

### Équation cubique

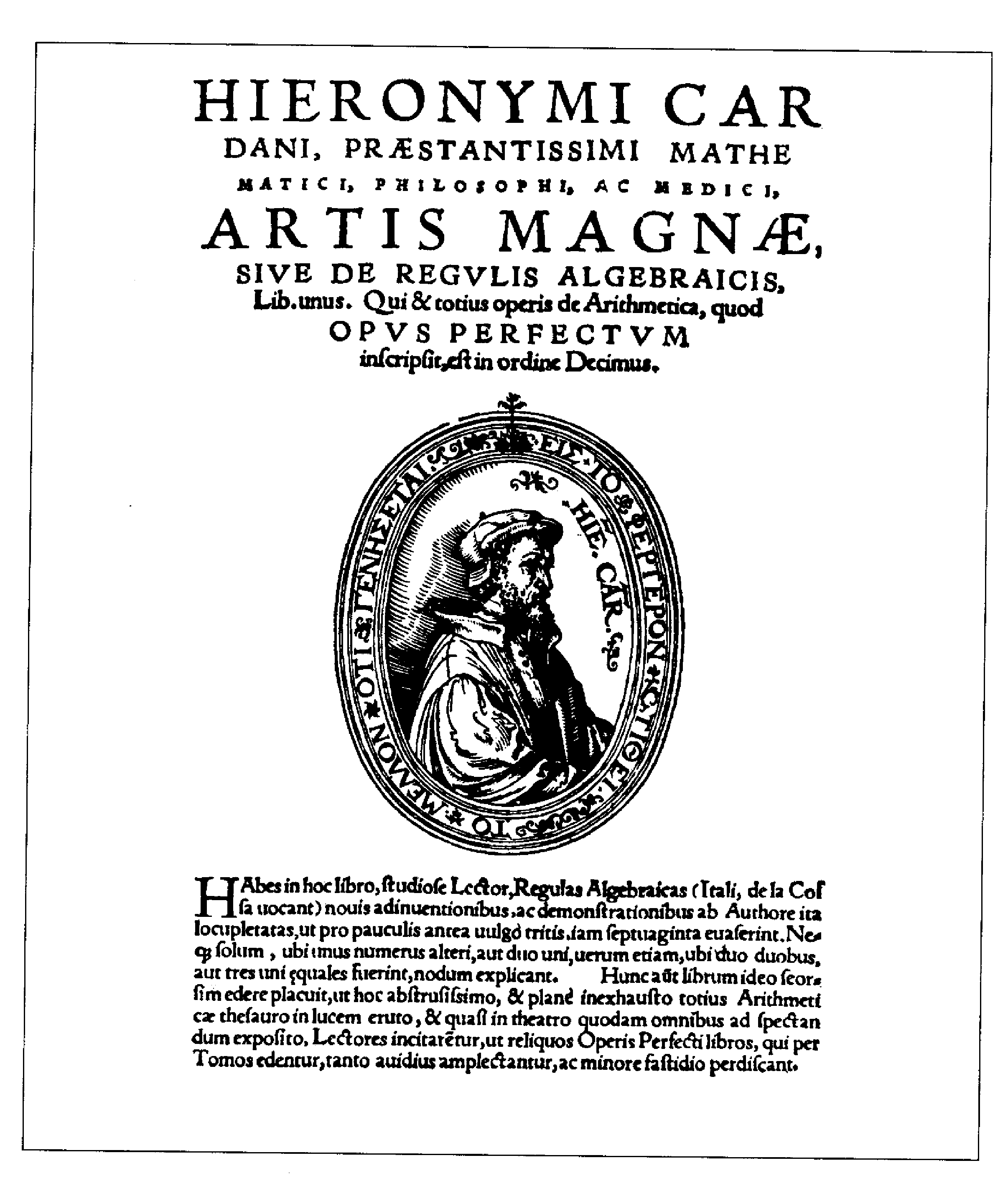
Ars Magna de Girolamo Cardano (1545).

Considérons un exemple d'équation du troisième degré :

Le polynôme P est un polynôme irréductible à coefficients rationnels 1, 0, p = –3 et q = 1. On obtient
La théorie de Galois nous indique (cf. article détaillé) que dans ce cas :
- le corps de décomposition L de P a pour groupe de Galois A3 ;
- c'est une extension de ℚ de degré 3 ;
- en diagonalisant un générateur du groupe de Galois, on montre de plus que les racines de P sont de la forme

avec
On en déduit que u3 et v3 vérifient l'équation X2 + X + 1 = 0, ce qui permet de conclure que les racines de P sont 2 cos(2π/9), 2 cos(8π/9) et 2 cos(14π/9).
Le groupe de Galois permet la résolution de l'équation cubique par une diagonalisation d'un endomorphisme. La méthode est généralisable si et seulement si le groupe de Galois possède de bonnes propriétés, en fait s'il est résoluble.

### Synthèse
Ces exemples ont un point commun, ce sont les propriétés des structures algébriques qui permettent de trouver les solutions. Pour le premier exemple, la propriété démontrée par Lagrange sur les groupes (et donc les groupes multiplicatifs des corps) finis permet de conclure. Dans le deuxième exemple, ce sont les propriétés associées sur la dimension d'un espace vectoriel qui sont utilisées. Dans le troisième cas, sont utilisées les propriétés des corps et de leurs extensions, des groupes avec le théorème de Lagrange et celle des espaces vectoriels avec les propriétés de réduction d'endomorphisme dans le cas où le polynôme minimal est scindé.
La théorie de Galois offre une richesse dans les structures algébriques permettant de résoudre nombre de cas très différents et dans des domaines éloignés.

## Applications

### Théorie algébrique des nombres
La théorie algébrique des nombres est l'étude des nombres racines d'un polynôme à coefficients entiers, appelés nombres algébriques.
La théorie de Galois est ici essentielle car elle offre la structure la plus adéquate d'analyse, à savoir l'extension finie la plus petite contenant les nombres étudiés. Un sous-ensemble joue un rôle particulier : celui des entiers algébriques, ils correspondent à la généralisation des entiers dans l'extension. L'étude de cet ensemble ajoute à la théorie de Galois de nombreuses propriétés issues de la théorie des anneaux. Les entiers algébriques jouent un rôle important pour la résolution d'équations d'arithmétique modulaire ou diophantiennes.
On peut citer comme application de la théorie de Galois à ce domaine, le théorème de Gauss-Wantzel qui détermine tous les polygones réguliers constructibles à la règle et au compas. La théorie de Kummer s'applique aux équations diophantiennes et permet de valider le grand théorème de Fermat pour presque tous les entiers inférieurs à cent. Enfin, dans le cadre de l'arithmétique modulaire, la loi de réciprocité d'Artin généralise la loi de réciprocité quadratique de Gauss et résout le neuvième problème de Hilbert.

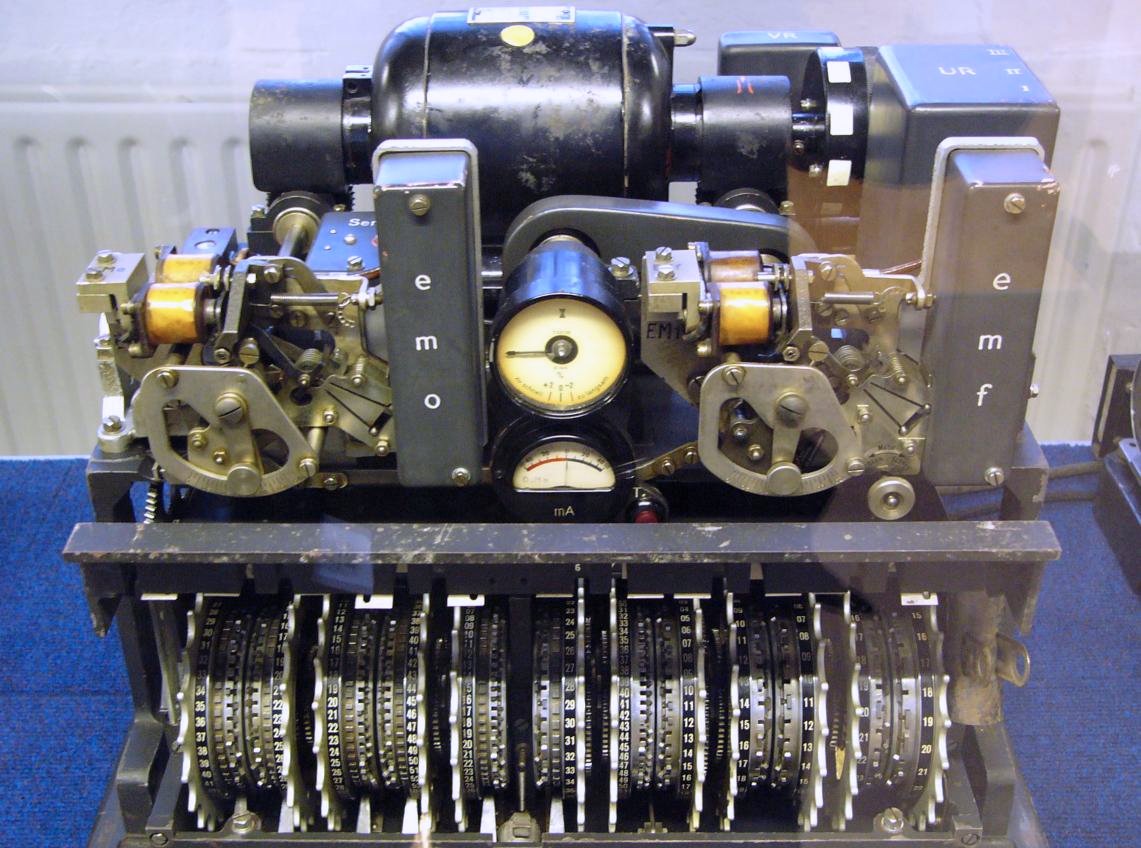
La machine Lorenz utilisée par les Allemands durant la Seconde Guerre mondiale.

### Cryptographie
La cryptographie est la discipline qui s'attache à protéger un message. Le cadre théorique maintenant le plus utilisé consiste à définir un algorithme qui, associé à une clef permet de créer un nouveau message dit cryptogramme signifiant qu'il est chiffré. Le message chiffré est simple à déchiffrer, c'est-à-dire simple à transformer en message d'origine avec une clef et difficile sans celle-ci pour la personne qui s'efforce alors de le décrypter.
Dans une partie des théories modernes de cryptographie, les lettres du message sont choisies dans un corps fini. Le cadre est donc celui de la théorie de Galois[réf. nécessaire].
Il est naturel que les outils associés soient ceux de la théorie. L'arithmétique modulaire (cf. par exemple l'algorithme RSA) est très largement employée. Si les techniques simples reposent sur des résultats élémentaires comme le théorème de Bézout, le théorème des restes chinois ou l'exponentiation modulaire, les développements actuels utilisent des outils plus subtils comme les courbes elliptiques (cf. Une clé privée inviolable ?).

### Théorie des équations algébriques
La problématique de la théorie des équations algébriques est celle qui donna naissance à la théorie de Galois. Elle complète le théorème d'Abel-Ruffini en proposant une condition nécessaire et suffisante pour l'existence d'une expression par radicaux des racines d'un polynôme.
Elle permet néanmoins d'aller plus loin. Le théorème de Kronecker-Weber explicite précisément la structure des extensions rationnelles associées aux polynômes ayant des racines s'exprimant par radicaux. Il devient alors possible de résoudre explicitement toutes les équations de cette nature.
Elle possède pour champs d'application tous les corps, offrant un outil puissant à l'arithmétique modulaire. Beaucoup de lois de réciprocité, de même nature que celle démontrée par Gauss dans le cas quadratique sont ainsi démontrables grâce à la théorie de Galois.
Abel puis Hermite (1822-1902) ont travaillé sur une autre approche : les fonctions elliptiques. Elles permettent, par exemple, d'exprimer les racines de toute équation polynomiale. La théorie géométrique de Galois intègre cette notion à travers les courbes elliptiques. Le grand théorème de Fermat a été démontré à l'aide de méthodes de cette nature.
Il existe une théorie de Galois un peu particulière traitant des équations différentielles polynomiales. Cette théorie prend le nom de théorie de Galois différentielle. Elle étudie une famille particulière d'extensions de corps appelées extensions de corps différentiels. Ces extensions possèdent des groupes de Galois. La résolution d'une équation algébrique correspond aussi à l'analyse du groupe associé et permet la résolution d'une équation différentielle.

## Les structures utilisées

### Corps commutatifs
Le corps commutatif est l'objet de la théorie de Galois. C'est donc naturellement la structure centrale de la théorie.
La technique la plus importante de construction correspond à l'extension, c'est-à-dire à un corps qui contient le corps d'origine. À partir d'un corps de base, souvent le plus petit, celui engendré par l'unité, qui est un corps cyclique (construit à partir d'un groupe cyclique d'ordre un nombre premier) ou celui des rationnels une nouvelle structure est créée.
Cette méthode permet la création d'une « zoologie » décrivant les différentes propriétés de la structure. Un corps peut ainsi être par exemple algébrique, simple, parfait, quadratique, séparable, cyclotomique ou algébriquement clos.
Il existe des théorèmes importants, comme celui de l'élément primitif ou celui de Wedderburn, qui assure que tout corps fini est commutatif.

### Espace vectoriel
Une extension possède une structure d'espace vectoriel sur son corps de base. Cette structure est importante à deux titres :
- elle permet de classifier l'étude des différents corps, le cas le plus simple étant celui des extensions finies ;
- elle est ensuite un outil qui permet la démonstration de nombreuses propriétés en adjoignant à la théorie les théorèmes d'algèbres linéaires. On peut citer par exemple le théorème de Gauss-Wantzel dont la démonstration se trouve dans le paragraphe « Applications » de l'article sur les tours d'extensions quadratiques ou le théorème d'Abel-Ruffini qui utilise une diagonalisation d'endomorphisme.

Le cas de dimension infinie est largement plus complexe ; il est partiellement traité dans la théorie des corps de classes.

### Anneau
Un outil important de la théorie est le polynôme formel. Et la structure d'anneau est celle de l'ensemble des polynômes. Il est utilisé par exemple pour construire des extensions. Une extension est ainsi souvent le quotient de l'anneau des polynômes par un idéal engendré par un polynôme irréductible.
Un polynôme joue un rôle particulier dans la théorie : le polynôme minimal qui est le polynôme unitaire de plus petit degré qui possède pour racine un élément donné. Ainsi, une extension est algébrique si tous les éléments possèdent un polynôme minimal, quadratique si le polynôme minimal de tout élément est de degré inférieur ou égal à deux, séparable si aucun polynôme minimal n'a de racine multiple, cyclotomique si l'extension est engendrée par une racine d'un polynôme cyclotomique. Un corps est parfait si toute extension est séparable.
La théorie algébrique des nombres utilise aussi souvent des sous-ensembles d'une extension ne disposant que d'une structure d'anneau, comme les entiers algébriques.

### Groupe
Cette structure est l'apport majeur de Galois.
Le groupe de Galois est le groupe des automorphismes d'une extension laissant invariant le corps de base. Sous certaines conditions relativement générales, le corps est entièrement caractérisé par son groupe de Galois. Une extension satisfaisant ces conditions est dite galoisienne. En particulier, si la structure d'espace vectoriel est de dimension finie, alors le groupe d'une extension abélienne a pour ordre la dimension du groupe.
Comme il est largement plus simple d'étudier un groupe fini qu'une structure de corps, l'analyse du groupe est une puissante méthode pour comprendre le corps. Le groupe de Galois est à l'origine de nombreux théorèmes. On peut citer le théorème fondamental de la théorie, le théorème d'Abel-Ruffini ou celui de Kronecker-Weber.

## Théories de Galois

### Théorie classique
Le terme de classique est largement utilisé, même s'il ne possède pas de définition précise. On le trouve, par exemple, sur la page de présentation d'un membre de l'Académie des sciences : Jean-Pierre Ramis.
Il désigne en général la théorie recouvrant les extensions algébriques finies et séparables. La théorie traite essentiellement des extensions normales et donc galoisiennes. Les résultats principaux sont le théorème de l'élément primitif et le théorème fondamental de la théorie de Galois. Ce cadre permet par exemple la démonstration des théorèmes d'Abel-Ruffini, de Gauss-Wantzel ou de Kronecker-Weber ; il est utilisé dans la classification des corps finis.
L'étendue de cette théorie couvre l'état de la science à l'époque de Weber, c'est-à-dire la fin du XIXe siècle, même si maintenant elle est très généralement présentée avec le formalisme d'Artin. Cela correspond un peu au cas de la dimension finie pour l'algèbre linéaire.

### Théorie de Galois infinie
La théorie de Galois classique traite le cas des extensions algébriques finies. Toutefois, elle ne s'avère pas assez puissante pour traiter aussi celui des extensions algébriques infinies. Pour cela une étude algébrique ne s'avère pas suffisante, il faut y ajouter l'utilisation de propriétés topologiques.
Une extension algébrique est dite galoisienne si elle est séparable et normale. Son groupe de Galois peut alors être défini comme dans le cas classique, mais on y ajoute une topologie qui en fait un groupe topologique compact. Dans le cas d'une extension finie, cette topologie est discrète, de sorte que la seule information contenue dans le groupe de Galois est de nature algébrique.
Dans ce cadre, il existe un analogue au théorème fondamental de la théorie de Galois, qui donne une correspondance entre les sous-groupes fermés du groupe de Galois et les extensions intermédiaires de corps.

### Théorie inverse
Il est en général difficile de déterminer le groupe de Galois d'une extension donnée, mais la question réciproque est tout aussi intéressante : soit un groupe fini, y a-t-il une extension galoisienne du corps ℚ des rationnels qui possède ce groupe comme groupe de Galois ? C'est à cette question, et ses généralisations à d'autres groupes ou d'autres corps, que la théorie inverse cherche à répondre.
Dans le cas des groupes finis, un premier résultat montre que si n est un entier strictement positif alors il existe une extension de ℚ ayant pour groupe de Galois le groupe symétrique d'ordre n (par exemple, le corps de décomposition du polynôme rationnel Xn – X – 1 convient). Un corollaire marginal mais immédiat est que pour tout groupe fini G, il existe au moins un corps de nombres (c'est-à-dire une extension finie de ℚ) et une extension galoisienne de ce corps ayant G pour groupe de Galois.
De façon plus précise la théorie inverse cherche à répondre à deux questions :
- Soit un groupe fini (ou profini) et un corps, existe-t-il une extension galoisienne de ce corps ayant pour groupe de Galois ce groupe ?
- Soit un groupe fini (ou profini), existe-t-il une extension galoisienne de ℚ ayant pour groupe de Galois ce groupe ?

Malgré d'importants progrès durant les trente dernières années du XXe siècle, ces questions restent très largement ouvertes.

### Théorie différentielle
La plupart des fonctions obtenues par addition, multiplication, division et composition de fonctions élémentaires (polynômes, exponentielle et logarithme par exemple) n'admettent aucune primitive qui puisse s'obtenir de la même manière ; c'est le cas par exemple de la fonction gaussienne d'expression x ↦ exp(−x2/2). Ce résultat, et la forme exacte des fonctions admettant une telle primitive, sont donnés par le théorème de Liouville.
Ce théorème est généralisé par la théorie de Galois différentielle, qui permet de déterminer, dans un ensemble d'équations différentielles dont les coefficients sont des fonctions d'une classe donnée, celles qui admettent une solution de la même classe. Cette théorie étudie des corps particuliers appelés corps différentiels. Ce sont les corps K munis d'une dérivation, c'est-à-dire d'une application δ vérifiant la propriété suivante :
Cette branche traite d'une famille de corps dotés d'une structure supplémentaire ; il est donc naturel de la considérer comme une variante de la théorie de Galois. Cependant l'analogie va plus loin et à bien des égards, cette théorie ressemble à la théorie classique. La différence principale est que, dans ce contexte, le groupe de Galois n'est plus un groupe fini mais en général un groupe algébrique.